# Hariharapura, Krishnarajpet
Hariharapura là một làng thuộc tehsil Krishnarajpet, huyện Mandya, bang Karnataka, Ấn Độ.